# Mohammad Al Dmeiri
Mohammad Abdul Samee Al Dmeiri (arabe : محمد عبد السميع الدميري) (né le 30 août 1987 à Amman en Jordanie) est un footballeur international jordanien, qui évolue au poste de défenseur.

## Biographie

### Carrière en sélection
Avec l'équipe de Jordanie, il joue 45 sélections (pour 2 buts inscrits) depuis 2009. 
Il figure dans le groupe des sélectionnés lors des Coupes d'Asie des nations de 2011 et de 2015. La sélection jordanienne atteint les quarts de finale de la compétition en 2011.

## Palmarès
| Al Wehdat - Championnat de Jordanie (4) : - Champion : 2006-07, 2007-08, 2008-09 et 2010-11. - Vice-champion : 2009-10. - Coupe de Jordanie (3) : - Vainqueur : 2009, 2010 et 2011. |  | - Coupe JFA de Jordanie (2) : - Vainqueur : 2008 et 2010. - Finaliste : 2006. - Supercoupe de Jordanie (4) : - Vainqueur : 2008, 2009, 2010 et 2011. - Finaliste : 2007. |